# PCI Power Macintosh
第二代的Power Macintosh 系列產品，主機板配置PCI界面槽。低階款搭載PowerPC 603/603e系列處理器，高階款搭載PowerPC 604/604e/604ev系列處理器。
後為第三代Power Mac產品系列Power Macintosh G3所取代。

## 命名
所有產品都延續第一代Power Macintosh命名方式，即：Power Macintosh＋四位數字的型號 為其正式名稱。

## 技術規格
以9600為例：
處理器型號：PowerPC 604e（或PowerPC 604ev）　
處理器時脈速度：200（或dual 200/233/300/350 MHz）
系統匯流排速度：50 MHz　快取記憶體：64 KB L1，512 KB L2（或1 MB）
內建儲存裝置：3.5英寸硬碟（容量：4GB，SCSI-2介面，傳輸速度10MB/sec）
　　　　　　　CD-ROM光碟機（12 或 24倍速，SCSI 介面）
　　　　　　　3.5英寸軟碟機（3.5" 1.44 MB floppy）
顯示卡：ixMicro TwinTurbo　顯示記憶體（VRAM）：8 MB　顯示介面：DB-15
記憶體規格：5v/168 Pin/EDO or FPM DIMMs　記憶體插槽：12個　最大支援記憶體容量：1.5GB（蘋果官方數據：768MB）
ADB埠：1個　Serial埠：2個　PCI 介面槽：6個　網路介面：RJ-45（10BASE-T）
外接SCSI埠：1個（SCSI-1，傳輸速度5MB/sec；內外接合計支援SCSI設備：7個）　

## 1995年型號
1995年 4月~1996年 4月 Power Macintosh 5200LC  註：含螢幕之All in One機型
1995年 5月~1996年 7月 Power Macintosh 6200
1995年 5月~1997年 2月 Power Macintosh 9500
1995年 8月~1996年 4月 Power Macintosh 5300LC  註：含螢幕之All in One機型
1995年 8月~1996年 3月 Power Macintosh 7200
1995年 8月~1996年 5月 Power Macintosh 7500
1995年 8月~1997年 2月 Power Macintosh 8500

## 1996年型號
1996年 1月~1997年 2月 Power Macintosh 7215
1996年 4月~1997年 3月 Power Macintosh 5260  註：含螢幕之All in One機型
1996年 4月~1998年 3月 Power Macintosh 5400  註：含螢幕之All in One機型
1996年 4月~1997年12月 Power Macintosh 7600
1996年 4月~1997年 3月 Power Macintosh 8200
1996年 7月~1997年10月 Power Macintosh 6300
1996年10月~1997年 8月 Power Macintosh 6400
1996年11月~1998年 2月 Power Macintosh 4400 註：部分市場稱7220

## 1997年型號
1997年 2月~1998年 3月 Power Macintosh 5500  註：含螢幕之All in One機型
1997年 2月~1998年 2月 Power Macintosh 7220
1997年 2月~1997年末　Power Macintosh 7300
1997年 2月~1998年 3月 Power Macintosh 6500
1997年 2月~1998年11月 Power Macintosh 8600
1997年 2月~1998年11月 Power Macintosh 9600
1997年7月~　　　　　 Twentieth Anniversary Macintosh   註：限量生產的20週年紀念機，含螢幕之All in One機型